# Abadia de Santa Maria de Grottaferrata
A Abadia territorial de Santa Maria de Grottaferrata (Abbatia territorialis B. Mariae Cryptaeferratae) é uma sé da Igreja Católica, de rito bizantino grego, diretamente dependente da Santa Sé. Mais concretamente, esta abadia é uma circunscrição eclesiástica da Igreja Católica Ítalo-Albanesa, que é uma Igreja particular oriental sui iuris dentro da comunhão da Igreja Católica.

## Território
A eparquia é formada somente pela Abadia.

## História
Originariamente a Abadia foi fundada no ano 1004 por São Nilo de Rossano, e por isso, é conhecida atualmente como Igreja de São Nilo.
Com a Pervetustum Cryptae Ferratæ Cœnobium, o papa Pio XI eleva a Abadia à Monasterio Esarquico Nullius.
A administração atual começou em 26 de setembro 1937 e, em 2004, contava 98 habitantes, todos batizados.

## Cronologia dos Eparcas
| #                        | Nome                        | Período    | Notas                                           |
| Abades                   | Abades                      | Abades     | Abades                                          |
| ------------------------ | --------------------------- | ---------- | ----------------------------------------------- |
| 5º                       | Emiliano Fabbricatore, OSBI | 2000-2013  |                                                 |
| 4º                       | Marcos Petta, OSBI          | 1994-2000  |                                                 |
| 3º                       | Paulo Giannini, OSBI        | 1972-1994  |                                                 |
| 2º                       | Teodoro Minisci, OSBI †     | 1960-1972  |                                                 |
| 1º                       | Isidoro Croce, OSB †        | 1937-1960  |                                                 |
| Administrador Apostólico |                             |            |                                                 |
|                          | Marcello Semeraro           | 2013-atual | Prefeito da Congregação para a Causa dos Santos |